# 水草缸
水草缸即是以水草為主題的水族缸，一般以熱帶淡水為主，著重於水草造景。現在，大多數流行天然造景，通常需要特別注重燈照、肥料、二氧化碳、水質等，以及所有對水草生長條件的維護。一般水草缸也都會飼養少數群游性的小型燈魚，或飼養神仙魚、短鯛等做為裝飾，也會飼養少數的蝦、螺或藻食性的魚隻等除藻生物，但也有少數水草缸純粹以水草景觀為主。

## 景觀創造
水草景觀的創造，與水草的選擇有極大關係，依據構圖所需的不同，可選擇不同的水草種類以達到最佳效果。為了營造出視覺深度與層次感，不同位置需要種植不同特性的水草。大致可分為前景、中景和後景。除了水草之外，也可以在缸內加入適量石塊、沉木、流木或其他人造水族裝飾品。

### 前景草
在景觀前方的水草，不宜阻擋到後方的其他景觀，因而前景草往往選用較為低矮的水草，如迷你牛毛氈、牛毛氈、鹿角矮珍珠、迷你矮珍珠、等等。然而即使是前景草，有時也會生長過長而需要修剪，一般會修去頂芽促使前景草往橫向發展，而墨絲則往往直接打薄處理。

### 中景草
中景草的作用是将前后景观有机地结合起来，使整个景观起伏有致。中景草的选择基本上是中大型草，小型的水草作为中景草使用时，要采用密集型种植方式为主，以增加整个景观的丰满度。单棵水草作中景草使用可以选择荷根、睡莲、浪草等大型的块茎类水草。

### 後景草
后景草以大型的壳叶草作背景或以高的走茎类水草密集种植作背景，另外是以沉木扎草来抬高水草的高度，以此来增加水族箱景观的丰满和前后层次，如果在置景时没有高大的水草作背景，整个景观会显得空旷平淡，前后景观没有上下之分，更不要说艺术性了。背景草大多选用大型的水草，如大型乌拉圭皇冠草，在生长稳定后，能生长出上百片叶子，犹如森林一样，使水族箱后背景不至于太空。

### 平衡点缀草
用色彩点缀景观，红色水草属于暖色调的水草，在整片的绿色水草中增加一点红色水草，可以使整个景观不至于沉闷，从而增加景观的活泼。在造景时可以引入视觉点，起到平衡景观的作用。   
从浓到谈的红色水草有：紫荷根、红色丰、大红叶、红蝴蝶、大血心兰、红柳、百叶草、红芋毛草、红松尾、红菊花草、红海带、小红莓！红丁香、叶底红。 
从宽叶到窄叶的红色水草：红色丰、紫荷根、红海带、大血心兰、叶底红、红蝴蝶、大红叶、红柳、红丁香、小红莓、百叶草、红菊花草、红羽毛草、红松尾。 通过红色水草增加整个景观的亮点，这样不但可以拉开前后景观的距离，同时也可以在冷色的绿色水草中增加一点暖色调。

### 沈木、岩石與裝飾品
沈木 可用於扎水草加強觀賞性 如莫絲 鐵皇冠 鹿角等等
岩石如上 但不同石也有不同性質改變水質
要注意的是，杜鵑根等木頭可以在放進水草缸之前先經熱水浸泡，大約３－４個小時，以去除色素﹑雜質及細菌。
但是沉木釋出的色素可以模擬原生環境之水色，具有安定魚的功效，通常在一些南美洲風格的水草缸中會用到，類似市面上的「黑水」的產品。

## 燈具
PL 的外型像一雙筷子，俗稱"筷子管"，穿透力強，但燈管較熱，因為水草大多喜歡較低的生長溫度，故對水草缸的溫度有不良影響; 
T8 FL (全名為 Fluorescent Lamp) 光管，外型和尺寸與一般家庭光管相若; 
T5 FL (全名為 Fluorescent Lamp) 光管，直徑較 T8 小，軞電量較 T8 小; 
T5HO FL (全名為 Fluorescent Lamp) 光管，直徑和T5一樣，光度輸出比T5大; 
鹵素燈 (HQI) 是水族或水草缸的燈具之中，穿透力最好, 燈泡壽命最長，但熱力和軞電量也是最高，一般用於高度多於 18 寸的魚缸.

## 肥料、底砂及底土

### 肥料
在水草缸中，取决於光合作用的强度，水中的養份有可能不足以養活水草缸中的水草，这时就会需要施加肥料。一般分为液肥、基肥、根肥等；按照所含成份上分类又可分为：氮肥、磷肥、钾肥、铁肥、微量元素肥、综合肥等。一般根系较发达的水生植物(袖珍皇冠﹑殼精)施用根肥效果较好; 而莫絲等無根的植物则最好施用液肥。
氮肥、磷肥、钾肥含有植物需求量最大的元素，称为巨量元素肥。而含有铁、钙、镁、硫、锰、硼、锌、铜、钼等元素的肥料由于相对需求量较少则统称为微量元素肥。
铁肥含有紅色水草合成花青素的必要元素。

### 底床
可以讓水草根部生長，固定在水中某個地方，也可用於裝飾。常見地底床有水草泥、陶粒、

## 二氧化碳
水草是否健康在于CO₂的存在，CO₂是水草的主食，肥料只是副食，水草必需要靠光合作用才能生存。

## 水質條件

### 硬度
水的硬度是指水中所含礦物質的數量，一般水草都不適合硬水生存，要在軟水，也就是礦物質含量較少的水中生存，這和滲透作用有關。相对多少才是问题的关键。

### 酸鹼值
任何水族裝飾都可能影響酸鹼值, 對魚隻和水草有直接影響.
不同的魚類對水中pH值的要求都不盡相同，但一般而言，如果養小型的燈科魚，pH可在5-7的範圍中。
不過，鯛魚一般生長在較酸的環境中，大約為4.5-5.5。
另外，部份人會在水草缸中混養琵琶魚及鼠魚，其實它們在微鹼性的水中成長較好，這能解釋為什麼它們在水草缸中存活率不高。事實上，琵琶魚中小胡子似是能在微酸環境中存活時間最長，其他都有危險。不過如果水中pH值維持在6-7中，琵琶魚及鼠魚的存活率還是相當高的。
水草蝦對於pH值的適應比較廣泛，所以水草蝦多數不會因酸鹼水質造成死亡。

## 國際賽事
ADA IAPLC(The International Aquatic Plants Layout)
http://en.iaplc.com/ （页面存档备份，存于）